# Назарова Дарія В'ячеславівна
Дарія В'ячеславівна Назарова (рос. Дарья Вячеславовна Назарова; нар. 16 листопада 1983) — російська борчиня вільного стилю, бронзова призерка чемпіонату Європи, бронзова призерка Кубкіу світу. Майстер спорту міжнародного класу з вільної боротьби.

## Життєпис
Боротьбою почала займатися з 1996 року. У 1999 році стала чемпіонкою світу серед кадетів. У 2000 році виграла чемпіонат Європи серед кадетів. Того ж року на чемпіонаті світу серед юніорів здобула срібну нагороду. Наступного року повторила цей результат на юніорській світовій першості.
Виступала за спортивне товариство «Динамо» Кемерово. Бронзова призерка чемпіонатів Росії 2007 та 2008 років. Тренер — Сергій Большаков.
У збірній команді Росії з 2001 по 2009 рік.
Завершила спортивну кар'єру в 2009 році. Мешкає в Кемерово.
За видатні спортивні досягнення нагороджена «Медаллю за служіння Кузбасу».

## Спортивні результати на міжнародних змаганнях

### Виступи на Чемпіонатах Європи
| Змагання                         | Збірна | Вагова категорія          | Місце  |
| -------------------------------- | ------ | ------------------------- | ------ |
| Чемпіонат Європи з боротьби 2002 | Росія  | жіноча боротьба, до 63 кг | Бронза |
| Чемпіонат Європи з боротьби 2006 | Росія  | жіноча боротьба, до 72 кг | 10     |

### Виступи на Кубках світу
| Змагання                    | Збірна | Вагова категорія          | Місце  |
| --------------------------- | ------ | ------------------------- | ------ |
| Кубок світу з боротьби 2001 | Росія  | жіноча боротьба, до 62 кг | 5      |
| Кубок світу з боротьби 2002 | Росія  | жіноча боротьба, до 67 кг | 7      |
| Кубок світу з боротьби 2007 | Росія  | жіноча боротьба, до 72 кг | 4      |
| Кубок світу з боротьби 2009 | Росія  | жіноча боротьба, до 72 кг | Бронза |

### Виступи на інших змаганнях
| Змагання                               | Збірна | Вагова категорія          | Місце  |
| -------------------------------------- | ------ | ------------------------- | ------ |
| Klippan Lady Open 2006                 | Росія  | жіноча боротьба, до 72 кг | 8      |
| Міжнародний меморіал Дейва Шульца 2007 | Росія  | жіноча боротьба, до 72 кг | Золото |
| Гран-прі Німеччини з боротьби 2007     | Росія  | жіноча боротьба, до 72 кг | Золото |

### Виступи на змаганнях молодших вікових груп
| Змагання                                       | Збірна | Вагова категорія          | Місце  |
| ---------------------------------------------- | ------ | ------------------------- | ------ |
| Чемпіонат світу з боротьби серед кадетів 1999  | Росія  | жіноча боротьба, до 60 кг | Золото |
| Чемпіонат Європи з боротьби серед кадетів 2000 | Росія  | жіноча боротьба, до 65 кг | Золото |
| Чемпіонат світу з боротьби серед юніорів 2000  | Росія  | жіноча боротьба, до 63 кг | Срібло |
| Чемпіонат світу з боротьби серед юніорів 2001  | Росія  | жіноча боротьба, до 63 кг | Срібло |